# Jüdischer Friedhof (Ratnyčia)
Koordinaten: 54° 0′ 4,8″ N, 24° 0′ 50,9″ O

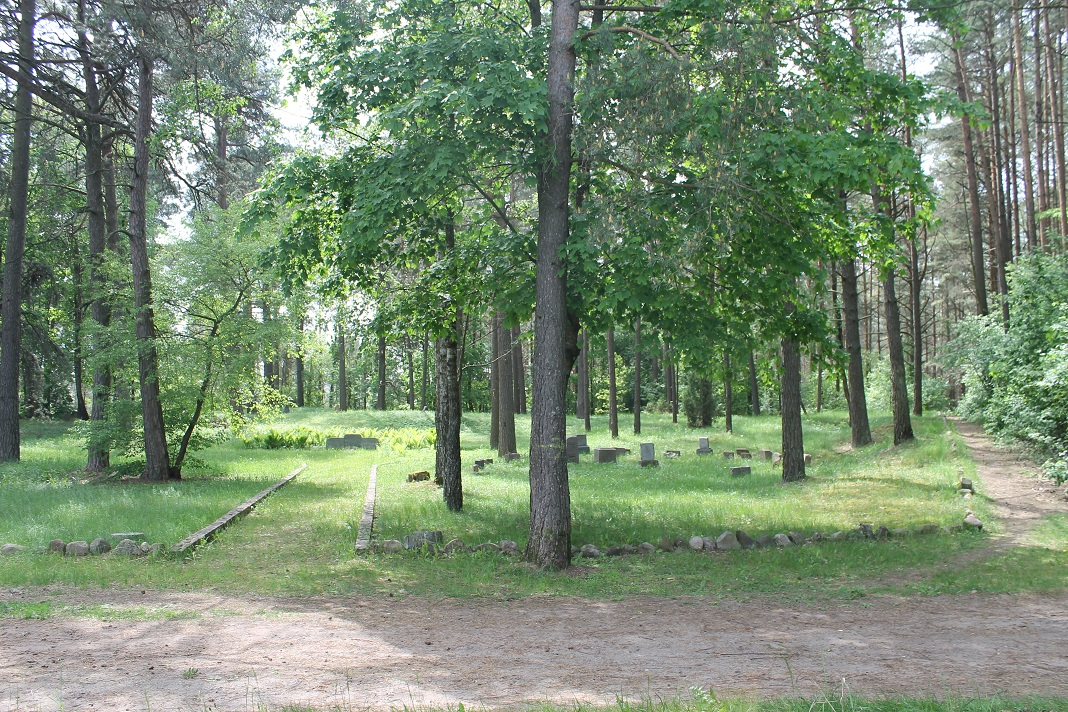
Jüdischer Friedhof Ratnyčia (2016)

Der jüdische Friedhof Ratnyčia liegt in Ratnyčia, einem Ort in der Gemeinde Druskininkai im Bezirk Alytus im äußersten Süden Litauens.
Der jüdische Friedhof befindet sich am nordwestlichen Ortsrand unweit der südlich fließenden Ratnyčia.